# Голям глад (Гърция)
Големият глад (на гръцки: Μεγάλος Λιμός) е период на масов глад в окупираната от Оста Гърция по време на Втората световна война през есента и зимата на 1941 – 1942 г.
Причините за развихрилата се криза, изразяваща се в дефицит на хранителни продукти от първа необходимост, е комплексна. От една страна, в резултат от войната на победена Гърция са наложени жестоки репарации, от друга страна, Съюзниците налагат пълна военноморска средиземноморска блокада, с което на практика лишават от възможност страната да си набавя жито посредством внос, както преди. Силите на Оста, предвид на водените военни действия, прибягват до реквизиции за нуждите на армията. От трета страна марионетното колаборационистко правителство на Гърция по онова време не успява да овладее ситуацията и се стига до черна борса на хранителните продукти поради разразилата се хиперинфлация. Селяните отказват да продават по държавни цени продукцията си и я укриват.
По някои несигурни и оспорвани данни смъртността вследствие от недохранване достига до 300 жертви в пиковия момент на ден в Атинския мегаполис през зимата на 1941 – 1942 г., а според други непотвърдени данни има дни с 400 до 1000 умрели от глад. Причинените страдания и натискът на гръцката диаспора в крайна сметка принуждават Великобритания частично да вдигне блокадата, и от лятото на 1942 г. Международният Червен кръст е в състояние да разпределя вноса в достатъчни количества.
Фермерите в Гърция са задължени да плащат 10% от данъка си в натура, но тяхната продукция отива за изхранването на държавната администрация. Контролът на цените на храните и купонната система, които са въведени също не са ефективни предвид развихрилата се хиперинфлация. Гладът засяга предимно големите градове и в частност мегаполисите Атина и Солун. В селските райони не се усеща, но от друга страна окупационните сили налагат жесток контрол върху производството и търговията с храни, за да попречат за евентуално захранване с тях на сформиращите се, по данни на разузнаването, партизански сили с британска логистична подкрепа.
Ситуацията в Атина и Пирея излиза извън контрол, хиперинфлацията е в разгара си, а цената на хляба е увеличена 89 пъти от април 1941 до юни 1942 г. Освен Атина и големите градове на страната, гладът покосява и жителите на островите Миконос, Сирос и Хиос.
Статистическите данни за периода са твърде неточни и обременени по идеологически причини, но се предполага, че пряка и косвена причина за близо 300 000 смъртни случая на територията на Кралство Гърция през 1941 – 1944 г. са гладът и недохранването.
През септември 1941 г. е доставено жито с кораб от Турция, но се развихря невероятна спекула. Нарастващият обществен натиск най-накрая довежда до вдигане на морската блокада през февруари 1942 г. По план и под егидата на Международния Червен кръст Швеция превозва до Пирея 15 000 тона канадска пшеница, с която положението се нормализира. В Атина Червеният кръст предоставя на гладуващото население дневни дажби мляко, медицински услуги и дрехи за деца на възраст от 2 години. По шведски проект е създадена Съвместната комисия за взаимопомощ, която реорганизира местната система за обществени доставки на храни.
За справяне със ситуацията германският икономист Херман Наубахер е назначен за специален комисар на Райха в Гърция. Целта е да стабилизира Гърция и да я направи надежден стопански партньор на Оста, като спре по-нататъшното разрушаване на гръцката икономика. Неговата стопанска инициатива е улеснена от доставките на хранителни продукти, осъществени под егидата и от Международния Червен кръст.
Като съпътстваща причина за глада се сочи обстоятелството, че окупационните власти мобилизират за възстановяването на засегнатата от войната инфраструктура работоспособното мъжко население от селските райони и по този начин липсва работна сила за производството на храни. От 1943 г. положението в страната и в частност с производството на храни се усложнява допълнително във връзка с разгърналото се партизанско съпротивително движение. Но също така именно глада води до масовото разгръщане на партизанското движение, понеже преди него то е било малобройно и започнато от отказали да се предадат военни.Романът „Зорба гъркът“ на Никос Казандзакис отразява общата анархия и глад в страната по онова време.